# 五齿叶垫柳
五齿叶垫柳（学名：Salix oreophila var. secta）为杨柳科柳属下的一个变种。

## 扩展阅读
- 維基物種上的相關：五齿叶垫柳